# Huliganstvo
Huliganstvo posuđenica od engl. „hooligan“ („muškarac sklon nasilništvu ili sitnom kriminalu“  termin je koji opisuje ponašanje koje krši pravila društvenih normi, bontona, zakona i opće destruktivno ponašanje.
Sam termin huliganstva dolazi po irskom prezimenu Hooligan (sricano i Houlihan) a pojavio se u Velikoj Britaniji krajem 19. stoljeća a opisuje devijantno ponašanje i način življenja uličnih bandi i pojedinaca koji su ih sačinjavali. Također danas taj termin je opće prihvaćen i opisuje ponašanje kod pojedinaca ili skupine ljudi koji svojim destruktivnim ponašanjem ne uklapaju u društvene norme i zakone te vandaliziraju svoju okolinu.
Takva vrsta ponašanja pripisuje se obično navijačkim skupinama iz različitih športova najčešće ekipnih kao što su nogomet, košarka, rukomet,...
Huliganizam se uvijek događa u malim skupinama ljudi kojima se nasilje čini atraktivnim. Najčešće se radi o osobama koje kroz nasilan čin žele „postati netko“. Baklja ili Bengalska vatra koja se najčešće baca kako bi se proslavio postignuti pogodak ili kako bi izrazili nezadovoljstvo zbog primljenog pogotka novčano kažnjava klub ili dovodi do prekida utakmice.Huligani su zapravo osobe koje svoje nagomilano nezadovoljstvo svakodnevnom egzistencijom prenose na stadione stvarajući nemire i time štete onima koji su na tribine došli pogledati utakmicu, igračima na terenu i klubu. Šport i igra za njih imaju skroz nebitnu ulogu.

## Zakonska regulativa
Zakoni koje krše huligani su opći zakoni te je njihovo kršenje vezano za:
1. vrijeđanje po raznim diskriminacijskim osnovama pojedinaca ili skupina ljudi,
2. fizički napadi s nanošenjem lakših, težih ili čak smrtnih posljedica,
3. uništavanje javne i privatne imovine,
4. uznemiravanje javnog reda i mira,
5. ugrožavanje opće sigurnosti (pirotehnika),
6. zlouporaba zabranjenih sredstava (alkoholna pića, narkotici, pirotehnika),
7. ometanje odvijanja športskih i drugih društvenih događanja.
Različite države su različito okarakterizirale i zakonski regulirale huligansko ponašanje pa tako postoje različite kazne za takvo ponašanje u obliku:
1. društveno korisnog rada, 
2. novčanih kazni,
3. zatvorskih kazni u trajanju od nekoliko dana do čak nekoliko godina,
4. ograničenja kretanja za vrijeme odvijanja određenih društvenih događanja,
5. izgon i progon za strane državljane,

## Huligani u Hrvatskoj
Huliganstvo u RH je u najvećoj mjeri vezano za ponašanje "navijačkih" huliganskih skupina koje prate određene športske klubove najčešće nogometne i košarkaške, premda je i na drugim športskim događanjima zabilježeno huligansko ponašanje i to pri rukometnom i vaterpolskom ogledu ali od strane nogometnih huliganskih skupina.
Može se gotovo sa stopostotnom sigurnošću kazati da u RH ne postoji skupina navijača nekog špotskog kluba, a da nije povezana s huliganstvom i samim time ne mogu se tretirati kao navijačima već huliganima.
Zbog huliganstva na domaćim i inozemnim športskim terenima već dugi niz godina hrvatski nogometni klubovi i Hrvatska nogometna reprezentacija  plaćaju novčane kazne FIFA-i, UEFA-i i HNS-u u pozamašnim iznosima te dobivaju zabrane odigravanja utakmica na svojim terenima i bez prisustva gledatelja. Kapital koji bi trebao doći u ruke športskih djelatnika i športaša i pomoći im u treniranju uz bolje uvjete za rad, novu opremu i drugo odlazi iz klubova i države u ruke financijskih mogula FIFA-e i UEFA-e a sve to zbog pojedinačnih ili skupnih huliganskih izgreda. Premda su ponekad kazne koje određuju te institucije drakonske u svakom slučaju su primjerene i pravedne.

## Vanjske poveznice
- World Wide Words: Hooligan
- Beškerova riječ dana, Jutarnji List
- Što se događalo na tribini uoči i za vrijeme incidenta s bakljama, Večernji List